# Pheroliodes wehnckei
Pheroliodes wehnckei är en kvalsterart som först beskrevs av Rainer Willmann 1930.  Pheroliodes wehnckei ingår i släktet Pheroliodes och familjen Pheroliodidae. Inga underarter finns listade i Catalogue of Life.